# 沃恩·霍尔姆波
沃恩·吉尔丁·霍尔姆波（丹麥語：Vagn Gylding Holmboe，1909年12月20日—1996年9月1日），丹麦作曲家、音乐教育家。

## 生平
早年得卡尔·尼尔森推荐入丹麦皇家音乐学院，后去柏林师从托赫。回国后长期在哥本哈根音乐学院任教，培养了纳尔戈尔等许多学生。其作品常呈现新古典主义风格，善于用复调手法发展短小的动机，并有突出的北欧色彩。受尼尔森，西贝柳斯和肖斯塔科维奇影响较大。被誉为尼尔森之后最重要的丹麦作曲家。